# الولیدیه
الولیدیه (به فرانسوی: Loualidia) یک شهرک در مراکش است که در کازابلانکا سطات واقع شده‌است. الولیدیه ۱۵٬۴۳۳ نفر جمعیت و ۲۶۶۸ خانوار درد.